# Dorfkirche Knapendorf

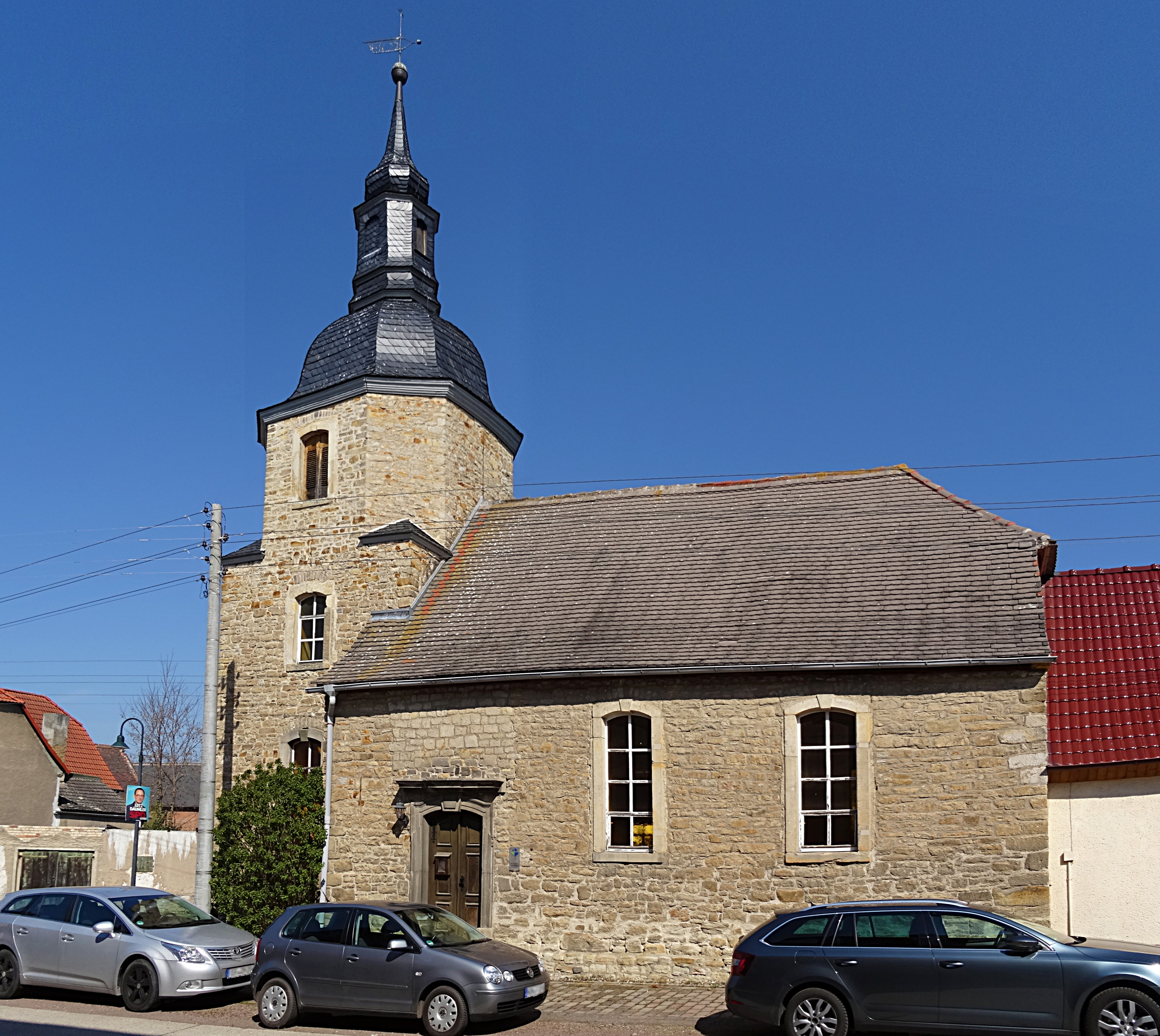
Dorfkirche Knapendorf

Die Dorfkirche Knapendorf ist ein evangelisches Kirchengebäude in Knapendorf, einem Ortsteil der Einheitsgemeinde Schkopau im Saalekreis in Sachsen-Anhalt. Sie gehört zur Kirchengemeinde Bündorf, Knapendorf und Bischdorf im Pfarrbereich Bad Lauchstädt der Region Geiseltal/Bad Lauchstädt im Kirchenkreis Merseburg der Evangelischen Kirche in Mitteldeutschland. Die Kirche steht als Baudenkmal unter Denkmalschutz und ist im Denkmalverzeichnis mit der Erfassungsnummer 094 20367 enthalten.

## Lage
Die Kirche steht auf einer Verkehrsinsel in der Ortsmitte. Auf dieser befindet sich direkt östlich an die Kirche angebaut ein Wohnhaus, was in der Region eine Seltenheit ist. Nördlich der Kirche wurde ein Kriegerdenkmal aufgestellt, das ebenso unter Denkmalschutz steht wie ein Gedenkstein an der Kirche selbst, der die Jahreszahl 1568 trägt.

## Geschichte

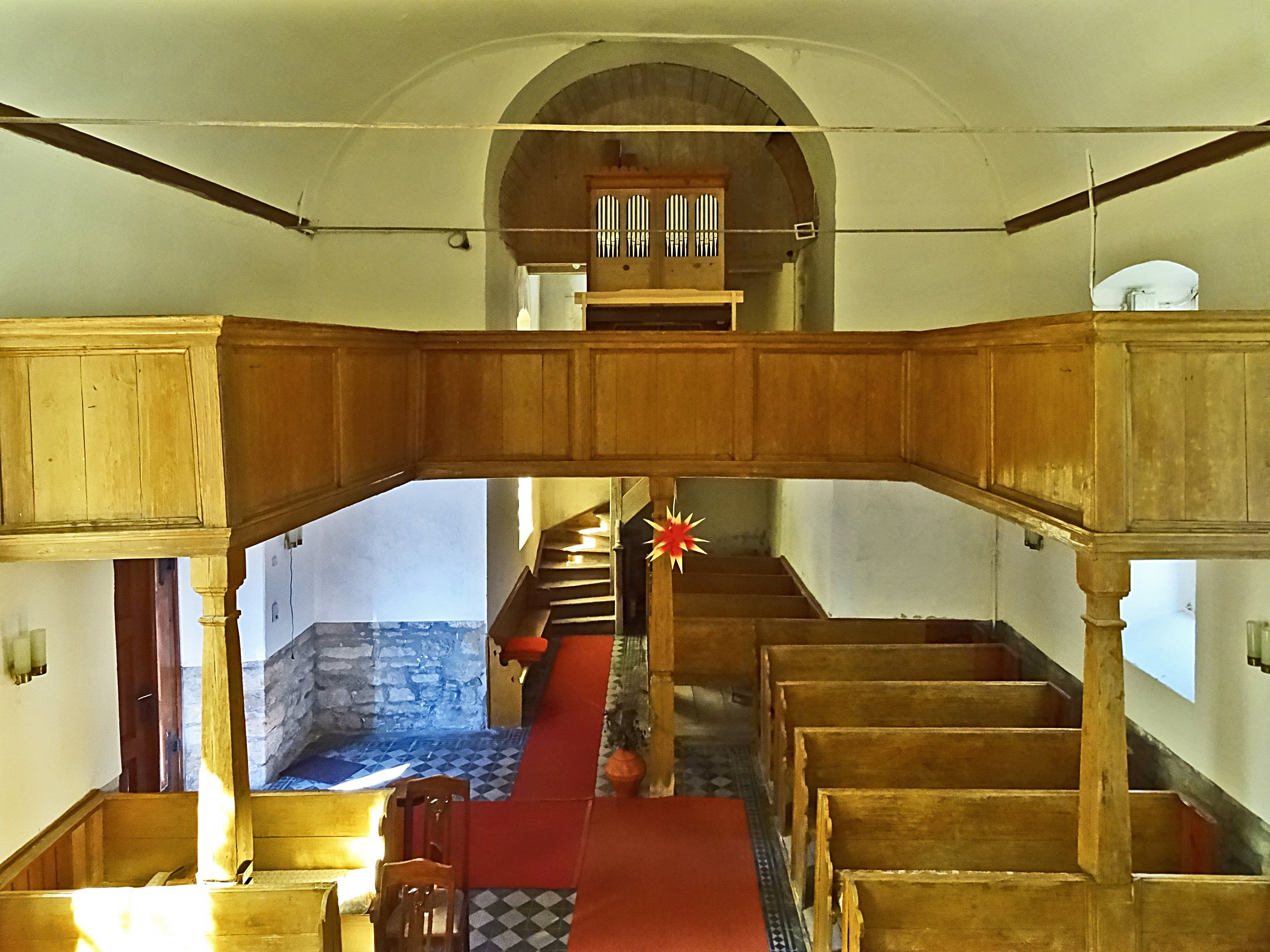
Hufeisenempore mit Orgel

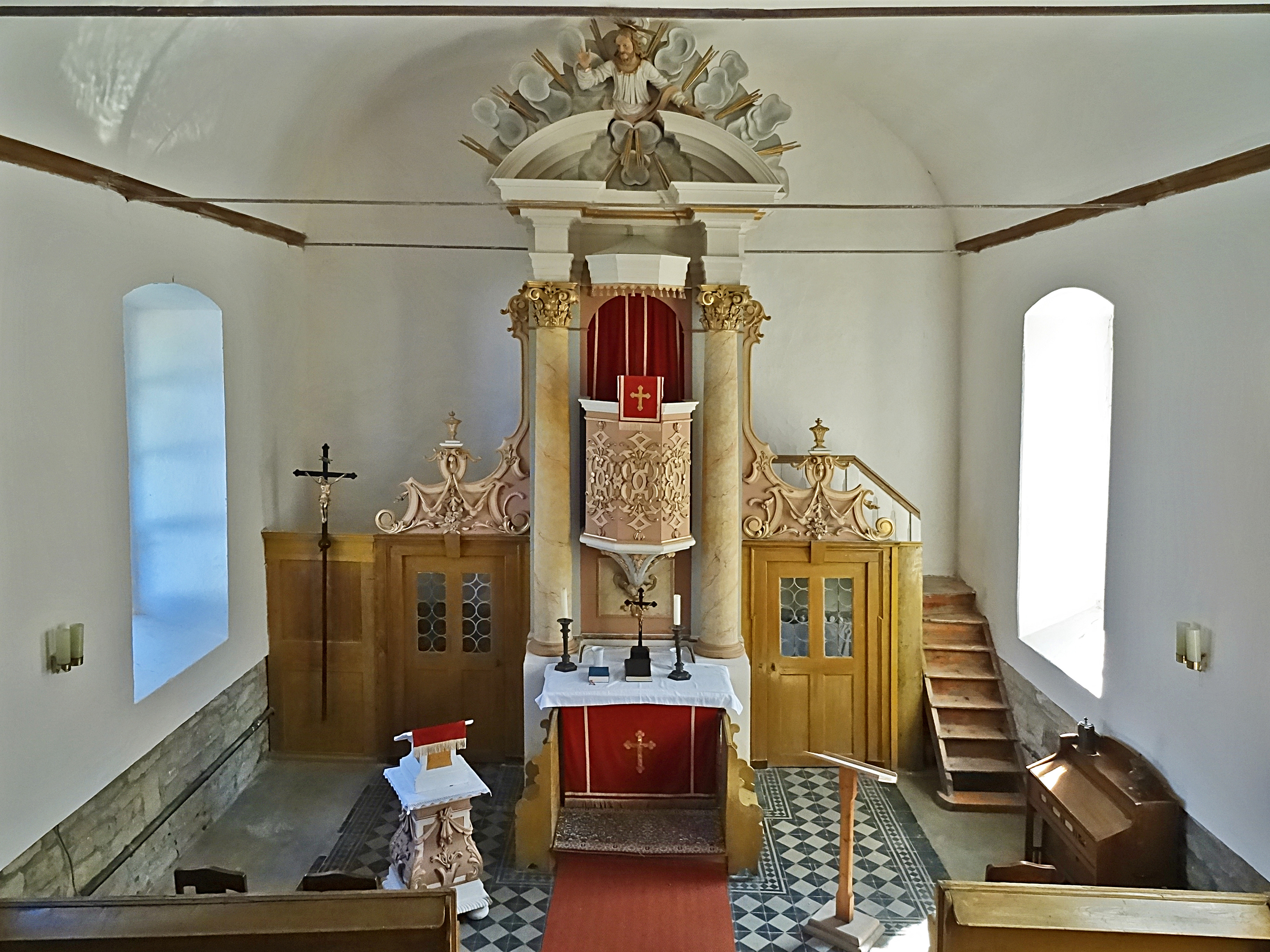
Kanzelaltar

Spätestens im Jahr 1409 lässt sich ein Sakralbau in Knapendorf nachweisen. Dieser war Filialkirche der benachbarten Dorfkirche Bündorf. Die Knapendorfer hatten damals versucht, dem Pfarrer das Parochialrecht streitig zu machen, da dieser zu selten anwesend war. Im Jahr 1409 wurde daher eine gerichtliche Entscheidung getroffen, die dem Pfarrer von Bündorf gewisse zu leistende Pflichten – darunter zwei Gottesdienste pro Woche – auferlegte. Das Patrozinium der Kirche ist heute nicht mehr bekannt. Sie gehörte im Mittelalter zum Sprengel Merseburg im Bistum Merseburg.
In den Jahren von 1734 bis 1739 erhielt Knapendorf einen Kirchneubau, der von Johann Christian Trothe entworfen wurde, dem auch andere Kirchen im nahen Umfeld zugeschrieben werden. So entstand unmittelbar zuvor die Dorfkirche Schkopau (1730–1734) nach seinen Plänen. Inwiefern der Knapendorfer Vorgängerbau in diesen Neubau mit einbezogen wurde, ist nicht genau ermittelt. Auch zum Ende der kursächsischen Zeit – etwa 1814 oder 1819 – wird sie als Filialkirche von Bündorf erwähnt. Im Jahr 1868 ist die Kirche von Knapendorf als Teil der Ephorie Lauchstädt belegt.
Im Jahr 2001 wurde die Turmkugel geöffnet. In ihr fanden sich Dokumente aus dem Jahr 1934, die eine Restaurierung in jenem Jahr wahrscheinlich machen. Zudem befand sich in der Kapsel eine Einwohnerliste aus dem Jahr 1736.

## Baubeschreibung
In ihrer heutigen Gestalt handelt es sich um einen kleinen, rechteckigen Saalbau mit quadratischem Westturm, welcher leicht eingezogen ist. Dessen Obergeschoss ist achteckig und wird von einer geschwungenen, verschieferten Haube mit Wetterfahne bekrönt. Die Fenster des Turms und des dreiachsigen Kirchenschiffs weisen Segmentbögen mit einem Schlussstein auf. Die Kirche ist somit einheitlich barock gestaltet. Das Portal befindet sich in der westlichsten Achse des Schiffs.

## Ausstattung
Das Innere prägen eine Stichbogentonne sowie die dreiseitige Empore. Der Kanzelaltar und das Taufpult sind vermutlich ebenfalls Werke von Johann Christian Trothe. Der Kanzelaltar gehört stilistisch zur Régence und reicht durch seine Aufbauten bis zur Decke. Korinthische Säulen und eine segnende Christusfigur prägen seine Form. An den Seiten befinden sich Umgangstüren. Die Orgel wurde im Jahr 1872 von Friedrich Gerhardt geschaffen. Mutmaßlich Rest einer Kanzelbrüstung sind vier steinerne Reliefs, die Salvator mundi sowie die Evangelisten Markus, Lukas und Johannes abbilden. Sie werden auf die zweite Hälfte des 16. Jahrhunderts datiert und befinden sich an verschiedenen Stellen im Turm. Die Reliefplatten sind je 70 Zentimeter hoch und zirka 35 Zentimeter breit. Die Identifizierung der vier Darstellungen ermöglichen neben den Attributen auch Reste von Inschriften. Die Kirche besaß zwei Glocken: eine ohne Inschriften mit 82 Zentimetern Durchmesser und eine der Gebrüder Ulrich (Laucha) aus dem Jahr 1801 mit 68 Zentimetern Durchmesser.